# Kînașivka, Borzna
Kînașivka (în ucraineană Кинашівка) este un sat în orașul raional Borzna din regiunea Cernihiv, Ucraina.

## Demografie
Componența lingvistică a localității Kînașivka
     Ucraineană (98,83%)
     Alte limbi (1,17%)
Conform recensământului din 2001, majoritatea populației localității Kînașivka era vorbitoare de ucraineană (98,83%), existând în minoritate și vorbitori de alte limbi.